# 反线性映射
在数学中，从一个复数向量空间到另一个复数向量空间的映射 f : V → W 被称为是反线性的（或共轭线性或半线性的）如果
{\displaystyle f(ax+by)={\bar {a}}f(x)+{\bar {b}}f(y)}
对于所有 C 中 a, b 和 V 中所有 x, y。两个反线性映射的复合是线性的。
反线性映射 {\displaystyle f:V\to W} 可以等价的描述为到复共轭向量空间 {\displaystyle {\bar {W}}} 的线性映射{\displaystyle {\bar {f}}:V\to {\bar {W}}}。